# Liste der Bodendenkmäler in Bayerbach bei Ergoldsbach
Auf dieser Seite sind die Bodendenkmäler in der niederbayerischen Gemeinde Bayerbach bei Ergoldsbach zusammengestellt. Diese Tabelle ist eine Teilliste der Liste der Bodendenkmäler in Bayern. Grundlage ist die Bayerische Denkmalliste, die auf Basis des Bayerischen Denkmalschutzgesetzes vom 1. Oktober 1973 erstmals erstellt wurde und seither durch das Bayerische Landesamt für Denkmalpflege geführt wird. Die folgenden Angaben ersetzen nicht die rechtsverbindliche Auskunft der Denkmalschutzbehörde.

## Bodendenkmäler der Gemeinde Bayerbach bei Ergoldsbach

### Bodendenkmäler in der Gemarkung Bayerbach bei Ergoldsbach
| Lage                                 | Objekt | Akten-Nr.     | Bild |
| ------------------------------------ | --- | ------------- | ---- |
| Bayerbach bei Ergoldsbach (Standort) | Untertägige mittelalterliche und frühneuzeitliche Befunde im Bereich des Schlosses von Bayerbach, darunter die Spuren von Vorgängerbauten bzw. älterer Bauphasen, Wassergräben und abgebrochenen Gebäudeteilen                 | D-2-7239-0129 |      |
| Bayerbach bei Ergoldsbach (Standort) | Siedlung der Linear- und Stichbandkeramik, der Gruppe Oberlauterbach und der Münchshöfener Gruppe sowie der Latènezeit. Bestattungsplatz der Linearbandkeramik und des Südostbayerischen Mittelneolithikums.                   | D-2-7239-0131 |      |
| Bayerbach bei Ergoldsbach (Standort) | Siedlung und zwei verebnete viereckige Grabenwerke vor- und frühgeschichtlicher Zeitstellung, wohl verebnete Viereckschanzen der späten Latènezeit.                                                                            | D-2-7239-0132 |      |
| Bayerbach bei Ergoldsbach (Standort) | Siedlung vor- und frühgeschichtlicher Zeitstellung, unter anderem der Metallzeiten (Bronzezeit), sowie des Mittelalters und der Neuzeit.                                                                                       | D-2-7239-0133 |      |
| Bayerbach bei Ergoldsbach (Standort) | Siedlung vor- und frühgeschichtlicher Zeitstellung. | D-2-7239-0134 |      |
| Bayerbach bei Ergoldsbach (Standort) | Siedlung vor- und frühgeschichtlicher Zeitstellung. | D-2-7239-0135 |      |
| Bayerbach bei Ergoldsbach (Standort) | Siedlung vor- und frühgeschichtlicher Zeitstellung. | D-2-7239-0136 |      |
| Bayerbach bei Ergoldsbach (Standort) | Verebneter Grabhügel vorgeschichtlicher Zeitstellung. | D-2-7239-0138 |      |
| Bayerbach bei Ergoldsbach (Standort) | Siedlung vor- und frühgeschichtlicher Zeitstellung. | D-2-7239-0151 |      |
| Bayerbach bei Ergoldsbach (Standort) | Siedlung des Neolithikums, der Bronzezeit, Urnenfelder- und Hallstattzeit. | D-2-7239-0210 |      |
| Bayerbach bei Ergoldsbach (Standort) | Untertägige mittelalterliche und frühneuzeitliche Befunde im Bereich der katholischen Filialkirche St. Wolfgang in Gerabach, darunter die Spuren von Vorgängerbauten bzw. älterer Bauphasen.                                   | D-2-7239-0213 |      |
| Bayerbach bei Ergoldsbach (Standort) | Untertägige mittelalterliche und frühneuzeitliche Befunde im Bereich der abgebrochenen früheren Kirche Mariä Himmelfahrt in Bayerbach und ihrer Vorgängerbauten.                                                               | D-2-7239-0216 |      |
| Bayerbach bei Ergoldsbach (Standort) | Untertägige mittelalterliche und frühneuzeitliche Befunde im Bereich der katholischen Filialkirche St. Martin in Pram, darunter die Spuren von Vorgängerbauten bzw. älterer Bauphasen.                                         | D-2-7339-0307 |      |
| Bayerbach bei Ergoldsbach (Standort) | Untertägige Befunde im Bereich des abgegangenen, mittelalterlichen und frühneuzeitlichen Hofmarksschlosses von Feuchten, darunter die Spuren von Vorgängerbauten, abgebrochenen Gebäudeteilen, Wassergraben und Gartenanlagen. | D-2-7339-0310 |      |

### Bodendenkmäler in der Gemarkung Langenhettenbach
| Lage                        | Objekt | Akten-Nr.     | Bild |
| --------------------------- | --- | ------------- | ---- |
| Langenhettenbach (Standort) | Grabhügel vorgeschichtlicher Zeitstellung. | D-2-7239-0130 |      |
| Langenhettenbach (Standort) | Grabhügel vorgeschichtlicher Zeitstellung. | D-2-7239-0139 |      |
| Langenhettenbach (Standort) | Grabhügel vorgeschichtlicher Zeitstellung. | D-2-7239-0140 |      |
| Langenhettenbach (Standort) | Untertägige mittelalterliche und frühneuzeitliche Befunde im Bereich der katholischen Filialkirche St. Nikolaus in Greilsberg, darunter Spuren von Vorgängerbauten bzw. älterer Bauphasen sowie mit Elementen einer Wehrkirche. | D-2-7239-0141 |      |
| Langenhettenbach (Standort) | Siedlung der Linear- und Stichbandkeramik und der Gruppe Oberlauterbach. | D-2-7239-0142 |      |
| Langenhettenbach (Standort) | Siedlung der Linear- und Stichbandkeramik, der Gruppe Oberlauterbach und der Münchshöfener Gruppe, der Bronzezeit, der Laténezeit und des Mittelalters.                                                                         | D-2-7239-0143 |      |
| Langenhettenbach (Standort) | Siedlung vor- und frühgeschichtlicher Zeitstellung. | D-2-7239-0144 |      |
| Langenhettenbach (Standort) | Siedlung vor- und frühgeschichtlicher Zeitstellung. | D-2-7239-0145 |      |
| Langenhettenbach (Standort) | Siedlung vor- und frühgeschichtlicher Zeitstellung. | D-2-7239-0146 |      |
| Langenhettenbach (Standort) | Siedlung vor- und frühgeschichtlicher Zeitstellung. | D-2-7239-0147 |      |
| Langenhettenbach (Standort) | Siedlung vor- und frühgeschichtlicher Zeitstellung. | D-2-7239-0148 |      |
| Langenhettenbach (Standort) | Verebnete Grabhügel vorgeschichtlicher Zeitstellung. | D-2-7239-0149 |      |
| Langenhettenbach (Standort) | Siedlung vor- und frühgeschichtlicher Zeitstellung. | D-2-7239-0150 |      |
| Langenhettenbach (Standort) | Verebnetes viereckiges Grabenwerk vor- und frühgeschichtlicher Zeitstellung. | D-2-7239-0152 |      |
| Langenhettenbach (Standort) | Grabhügel vorgeschichtlicher Zeitstellung. | D-2-7239-0275 |      |

### Bodendenkmäler in der Gemarkung Moosthann
| Lage                 | Objekt | Akten-Nr.     | Bild |
| -------------------- | --- | ------------- | ---- |
| Moosthann (Standort) | Siedlung vor- und frühgeschichtlicher Zeitstellung. | D-2-7339-0002 |      |
| Moosthann (Standort) | Verebneter Graben eines Grabenwerkes vor- und frühgeschichtlicher Zeitstellung.                                                                                           | D-2-7339-0003 |      |
| Moosthann (Standort) | Untertägige Befunde im Bereich der frühneuzeitlichen Katholischen Filialkirche St. Antonius in Hölskofen, darunter die Spuren von Vorgängerbauten bzw. älterer Bauphasen. | D-2-7339-0312 |      |

### Bodendenkmäler in der Gemarkung Paindlkofen
| Lage                   | Objekt                                     | Akten-Nr.     | Bild |
| ---------------------- | ------------------------------------------ | ------------- | ---- |
| Paindlkofen (Standort) | Grabhügel vorgeschichtlicher Zeitstellung. | D-2-7339-0026 |      |